# Scogliere di Stevns
Le scogliere di Stevns (in danese Stevns Klint) sono un tratto di costa dell'isola di Selandia (Sjælland), nel comune di Stevns, Danimarca. Si estende per circa 15 chilometri con scogliere di calcare selcifero che arrivano a 41 metri di altezza.
La scogliera di Stevens è composta da un calcare microcristallino, noto in inglese col nome di "chalk", formato dall'accumulo sul fondale marino, in ambiente pelagico, dei gusci calcarei di microorganismi planctonici, quali foraminiferi e coccolitoforidi. Anche la selce, presente in noduli e liste all'interno dei livelli calcarei, ha origine biologica perché deriva dai gusci silicei dei radiolari e da spicole di spugne. La particolare composizione della roccia, che è quindi formata interamente da fossili, consente una datazione estremamente precisa dell'affioramento.